# 海雅缤纷城

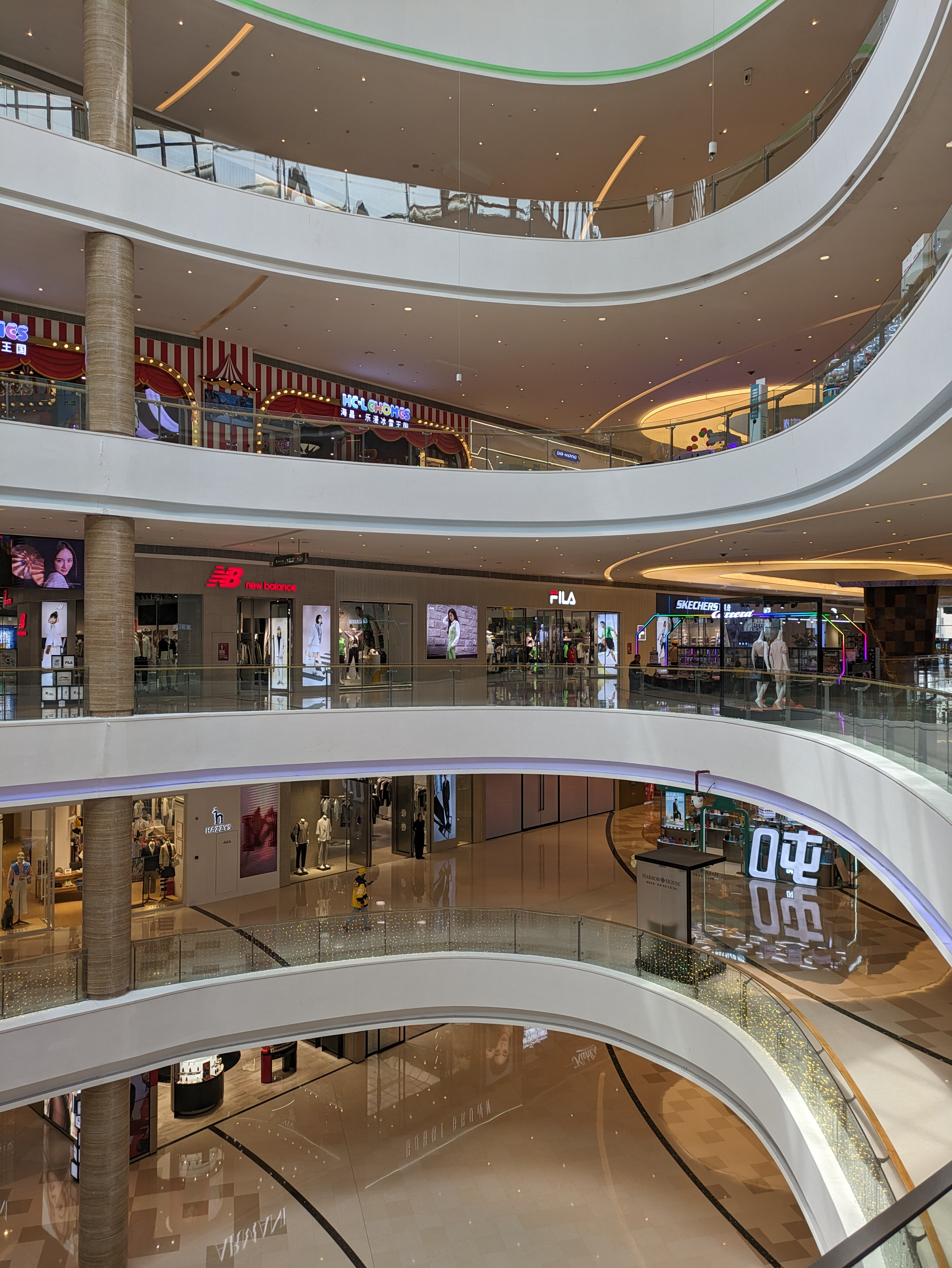
海雅缤纷城

海雅缤纷城（Haiya Mega Mall）位於深圳市宝安区新安街道建安一路99号，总建筑面积近32万平方米。由深圳市新安湖实业有限公司投资28亿元發展，于2013年1月19日试运营，同年9月13日正式开业。

## 簡介
商場总建筑面积近32万平方米，樓高10層（包括地下三層），其中B2及B3層為停車場。由美國Arquitectonica負責設計。商場設玻璃盒外形設計，兩端為下沉式廣場（南廣場及北廣場）。主要租戶包括海雅百貨、迪奧、Uniqlo、星巴克、Giorgio Armani 等多間名店、风味美食街、风情酒吧街和文化运动中心等。不過商場開業初期有70家商铺空置，人流稀少。到2017年初引进Coach、Michael Kors轻奢品牌。場內設溜冰場和1200個座位的海雅大劇院。
商場上蓋為住宅項目「君譽」。

## 交通
目前商場附近沒有地鐵站，最接近的地鐵站為深圳地鐵12號綫的新安公園站距離商場約5分鐘步程。商場外的建安一路有數條公交路綫途經。
- 深圳地铁12号线：新安公園站